# María de la Fuente (cantante)
María Luisa Mattar (25 de abril de 1918, Río Negro, Argentina - 3 de noviembre de 2013), más conocida como María de la Fuente, fue una cantante y actriz argentina.

## Biografía

### Comienzos
Estudió canto con Luis María Bagnatti y luego fue contratada por LU2, de Bahía Blanca. Continuó su carrera en Radio Prieto, donde estuvo dos meses y, por la intervención de Jaime Yankelevich, pudo trabajar en Radio Porteña. Después incursionó en el Cuarteto Vocal Ferri, dirigida por Eduardo Ferri. Al inaugurarse en 1935 Radio El Mundo, el director artístico de la emisora Pablo Osvaldo Valle, le propuso al músico, que formara un conjunto de voces femeninas para actuar como coro de los cantantes solistas del elenco de la radio y además como número artístico, formándose así el Cuarteto Vocal Femenino Ferri, integrado por Mary Mater (María de la Fuente), María Angélica Quiroga, Lita Bianco y Margarita Solá, y de reemplazo Chola Bosch. El grupo tuvo mucho éxito, participando en varias salas teatrales y realizando giras por países vecinos como Brasil, donde se presentaron en el reconocido Casino de Río.
Poco tiempo después, el director de la emisora El Mundo, le propuso desempeñarse como cantante de nuevo y definir su nombre artístico. Ya contratada, participó seis años más en esta radio, debutando como invitada en la orquesta de Julio de Caro interpretando el tango Buen amigo. En sus actuaciones se presentaba siendo acompañada por la orquesta de la emisora radial, primeramente dirigida por Juan Larenza y luego, por Andrés Fraga. Con un gran éxito, en 1940 debutó en cine cumpliendo un papel de apoyo en Explosivo 008, de James Bauer y con la participación del actor Juan Sarcione.

### Consagración
Un año después protagonizó con este mismo actor la película Fronteras de la ley, con dirección y libretos de Isidoro Navarro. En 1943 pasó a Radio Belgrano, una de las más importantes de aquella época e interpretó tangos con la orquesta de Héctor María Artola. En 1946 lanzó su primer disco con el sello Odeón, cuyos directivos querían que grabara boleros y poder comerciar el nuevo disco por Latinoamérica, y de la Fuente compuso dos géneros: el tango y el bolero. El disco estaba compuesto por diez temas, entre ellos Padre nuestro y En carne propia, Tarde azul y Amado mío, etc. Su carrera cinematográfica registra 5 títulos, entre los que se encuentran, Santa Cándida, con Niní Marshall y Francisco Álvarez, Alma liberada, con Josefina Ríos, que tuvieron poca taquilla.
Entre 1950 y 1952 grabó ocho temas más para el sello TK, donde estuvo presente la orquesta de Astor Piazzolla, pero solo cantó tangos, como El choclo, Romance de barrio, Fugitiva. En esta década acompañó a la orquesta dirigida por Francisco Marafiotti en Radio Splendid. Siendo solista en Radio El Mundo, viajó a Japón en 1954, para presentar la música porteña que allí no había, junto con la orquesta de Juan Canaro, que contaba con el cantante Héctor Insúa y diversas parejas de baile, convirtiéndose en un hecho histórico para el tango. Además se presentaron frente al Emperador Shōwa, también conocido como Hirohito. Amiga de Francisco Rotundo, grabó con él en 1957 el tema Tata llevame pa‘l centro, que también lo cantó Tita Merello. Participó en cuadros musicales de obras teatrales realizando temporadas al lado de orquestas como la de Miguel Caló. Realizó giras por América e integró una compañía que actuó en el Teatro Comedia de Madrid. En notas periodísticas confesó que su referente era la actriz y cantante Libertad Lamarque.
También formó parte del Teatro Presidente Alvear, donde actuó con Alba Solís, Gloria Montes y Yeni Patiño y con presentación de la Orquesta del Tango  de Buenos Aires, con dirección de Carlos García y Raúl Garello. Esta temporada duró tres meses y fue interrumpida por el cambio de gobierno. Luego, por la Secretaria de Cultura de La Nación fue incluida en el Teatro Nacional Cervantes.

### Última etapa
Sus apariciones comenzaron a ser más esporádicas durante la década del 60, aunque fue la cantante con más registros fonográficos en años anteriores. En 1963 fue acompañada por el pianista Orlando Trípodi. Sin embargo, en 1964 hizo dos grabaciones en Tokio para el sello Melopea, con el que interpretó dos emisiones en 1946 con las orquestas de Américo Belloto y una con la orquesta de Astor Piazzolla. En 1967 participó del 3.er Festival Nacional de Tango y seguía cantando en locales nocturnos de esta ciudad y de Mar del Plata hasta que sufrió un problema en una de sus cuerdas vocales en la década de 1980 que la mantuvo alejada casi 10 años en Bahía Blanca. En 1994 fue invitada en el programa Siempre el Tango, por Radio Municipal apenas llegada a Buenos Aires. Durante esta década participó de varios canales como Canal 9 en Grandes Valores del Tango, Canal 11 y 7, que primero se llamó ATC y luego, Televisión Pública.
Ya recuperada, realizó dos temporadas ente 1997 y 1999, actuando con cuadros musicales en la Sociedad de Cultura de la Nación. En 1998 volvió a grabar, registrando los temas: "El último organito", Garras y Ave María, acompañada por Hernán Possetti en el piano, Néstor Marconi en el bandoneón, Ángel Bonura en el contrabajo y Lito Nebbia en guitarra y sintetizadores. En 2002 realizó un recital en el Salón Dorado de la Casa de la Cultura de la ciudad de Buenos Aires y en 2005 cumple un papel de apoyo en el film 12 Tangos, de Arne Birkenstock, y que es su última incursión en este medio hasta la fecha. Su prima es la actriz Julieta Kenan.
En 2008, con las cantantes Nina Miranda, Elsa Rivas y la Orquesta Nacional de Música Argentina Juan de Dios Filiberto presentaron el espectáculo El retorno de las cancionistas en Harrods, donde cantaron sus temas más exitosos evocando las épocas de esplendor del tango. A su vez, se reunió con otras intérpretes en los Festivales de Tango de Buenos Aires y La Falda. En 2009, durante Clásica y moderna, cantó al lado de Nelly Omar La cumparsita y En carne propia.

"Nosotras representamos la magia de esa época de los cuarenta. Este espectáculo es una manera de reeditar esos años y mostrarlo a los más jóvenes. El tango tiene mucha importancia para nuestra vida. Eso pienso que lo están entendiendo las nuevas generaciones y aprecian de alguna manera que podemos ser como sus maestras".

Falleció el 3 de noviembre de 2013.

## Filmografía
- 12 Tangos - Pasaje de regreso a Buenos Aires (2005)
- Alma liberada (1951)
- Santa Cándida (1945)
- Fronteras de la ley (1941)
- Explosivo 008 (1940)